# شریف دئو محمد
شریف دئو محمد (انگلیسی: Sheriff Deo Mohammed؛ زادهٔ ۸ مهٔ ۱۹۹۳) بازیکن فوتبال اهل غنا است.
از باشگاه‌هایی که در آن بازی کرده است می‌توان به باشگاه فوتبال استومبراس اشاره کرد.
وی همچنین در تیم ملی فوتبال غنا بازی کرده است.